# Eulogio de Tarragona
Eulogio de Tarragona, o San Eulogio (muerto el 21 de enero del 259) fue un clérigo cristiano hispanorromano. Ejerciendo el cargo de diácono, fue martirizado junto con el obispo Fructuoso y el también diácono Augurio. Murió quemado vivo en el anfiteatro de Tarraco, durante la persecución decretada por los emperadores romanos Valeriano y Galerio. Fueron posiblemente los primeros mártires de los que hay constancia documental en la Historia del Cristianismo en España.
El año 2008-2009, con motivo del 1750 aniversario, se ha declarado año jubilar para la archidiócesis de Tarragona por el papa Benedicto XVI.